# Showcase (Canada)

Logo di Showcase usato dal 2000 al 2009

Showcase è un canale televisivo canadese in lingua inglese di proprietà di Shaw Media. Lanciato il 1º gennaio 1995, trasmette principalmente film e serie televisive.
L'emittente trasmette anche tramite reti timeshift in diverse fasce orarie: ad est (Eastern Time) e a ovest (Pacific Time). Il canale relativo alla fascia oraria ovest è stato chiuso il 24 agosto 2012.

Logo di Showcase usato dal 2009 al 2015

## Palinsesto

### Serie televisive originali
- Trailer Park Boys (2001-2007)
- Bliss (2002-2004)
- Moccasin Flats (2003-2006)
- Slings and Arrows (2003-2006)
- Il sesso secondo Josh (2004-2006)
- Show Me Yours (2004-2005)
- It's Me... Gerald (2005)
- Billable Hours (2006-2008)
- Rent-a-Goalie (2006-2008)
- Moose TV (2007-2008)
- Testees (2008-2009)
- Cra$h & Burn (2009)
- Exes and Ohs (2009-2010)
- The Foundation (2009-2010)
- Pure Pwnage (2010-2011)
- Lost Girl (2010-2015)
- Shattered (2010-2011)
- Almost Heroes (2011)
- The Drunk and On Drugs Happy Fun Time Hour (2011)
- Endgame (2011)
- XIII (2011-2013)
- Single White Spenny (2011-in corso)
- King (2011-2012)
- Continuum (2012-2015)

### Altri programmi originali
- KinK (2001-2006) – documentario
- Paradise Falls (2001-2007) – soap opera
- Kenny vs. Spenny (2003-2010) – reality show
- Webdreams (2005-2008) – documentario